# Athlétisme aux Jeux de l'Empire britannique et du Commonwealth de 1966
Navigation
Les épreuves d'athlétisme des Jeux de l'Empire britannique et du Commonwealth de 1966 se déroulent du 5 au 13 août 1966 à l'Independence Park de Kingston en Jamaïque.

## Résultats

### Hommes
| Épreuves          | Or                                                                                        | Argent                                                                     | Bronze                                                                     |
| ----------------- | ----------------------------------------------------------------------------------------- | -------------------------------------------------------------------------- | -------------------------------------------------------------------------- |
| 100 yards         | Harry Jerome 9 s 4                                                                        | Tom Robinson 9 s 4                                                         | Edwin Roberts 9 s 5                                                        |
| 220 yards         | Stanley Allotey 20 s 7                                                                    | Edwin Roberts 20 s 9                                                       | David Ejoke 21 s 0                                                         |
| 440 yards         | Wendell Mottley 45 s 2                                                                    | Kent Bernard 46 s 1                                                        | Don Domansky 46 s 4                                                        |
| 880 yards         | Noel Clough 1 min 46 s 9                                                                  | Wilson Kiprugut 1 min 47 s 2                                               | George Kerr 1 min 47 s 2                                                   |
| 1 mile            | Kip Keino 3 min 55 s 3                                                                    | Alan Simpson 3 min 57 s 1                                                  | Ian Studd 3 min 58 s 4                                                     |
| 3 miles           | Kip Keino 12 min 57 s 4                                                                   | Ron Clarke 12 min 59 s 2                                                   | Allan Rushmer 13 min 08 s 6                                                |
| 6 miles           | Naftali Temu 27 min 14 s 6                                                                | Ron Clarke 27 min 39 s 4                                                   | Jim Alder 28 min 15 s 4                                                    |
| Marathon          | Jim Alder 2 h 22 min 07 s                                                                 | Bill Adcocks 2 h 22 min 13 s                                               | Mike Ryan 2 h 27 min 59 s                                                  |
| 3 000 m steeple   | Peter Welsh 8 min 29 s 6                                                                  | Kerry O'Brien 8 min 32 s 4                                                 | Benjamin Kogo 8 min 33 s 0                                                 |
| 120 yards haies   | David Hemery 14 s 1                                                                       | Mike Parker 14 s 2                                                         | Ghulam Raziq 14 s 3                                                        |
| 440 yards haies   | Ken Roche 51 s 0                                                                          | Kingsley Agbabokha 51 s 5                                                  | Peter Warden 51 s 5                                                        |
| 4 × 110 yards     | Ghana Bonner Mends Ebenezer Addy James Addy Stanley Allotey 39 s 8                        | Jamaïque Lynn Headley Mike Fray Pablo McNeill Wes Clayton 40 s 0           | Australie Allen Crawley Gary Holdsworth Gary Eddy Peter Norman 40 s 0      |
| 4 × 440 yards     | Trinité-et-Tobago Edwin Roberts Kent Bernard Lennox Yearwood Wendell Mottley 3 min 02 s 8 | Canada Don Domansky Brian McLaren Ross McKenzie Bill Crothers 3 min 04 s 9 | Angleterre John Adey Martin Lewis Peter Warden Timothy Graham 3 min 06 s 5 |
| Saut en hauteur   | Lawrie Peckham 2,08 m                                                                     | Samuel Igun 2,03 m                                                         | Erskine Norris 2,00 m                                                      |
| Saut à la perche  | Trevor Bickle 4,80 m                                                                      | Michael Bull 4,72 m                                                        | Gerry Moro 4,65 m                                                          |
| Saut en longueur  | Lynn Davies 7,99 m                                                                        | John Morbey 7,89 m                                                         | Wes Clayton 7,83 m                                                         |
| Triple saut       | Samuel Igun 16,40 m                                                                       | George Ogan 16,08 m                                                        | Frederick Alsop 15,96 m                                                    |
| Lancer du poids   | Dave Steen 18,79 m                                                                        | Les Mills 18,37 m                                                          | George Puce 17,14 m                                                        |
| Lancer du disque  | Les Mills 56,19 m                                                                         | George Puce 55,94 m                                                        | Robin Tait 55,02 m                                                         |
| Lancer du marteau | Howard Payne 61,98 m                                                                      | Praveen Kumar 60,13 m                                                      | Muhammed Iqbal 59,57 m                                                     |
| Lancer du javelot | John Fitzsimons 79,79 m                                                                   | Nicholas Birks 76,16 m                                                     | Mohamad Nawaz 69,93 m                                                      |
| Décathlon         | Roy Williams 7270 pts                                                                     | Clive Longe 7123 pts                                                       | Gerry Moro 6983 pts                                                        |
| 20 miles marche   | Ronald Wallwork 2 h 44 min 42                                                             | Raymond Middleton 2 h 45 min 19                                            | Norman Read 2 h 46 min 28                                                  |

### Femmes
| Épreuves          | Or                                                                    | Argent                                                                | Bronze                                                                        |
| ----------------- | --------------------------------------------------------------------- | --------------------------------------------------------------------- | ----------------------------------------------------------------------------- |
| 100 yards         | Dianne Burge 10 s 6                                                   | Irena Piotrowski 10 s 8                                               | Jill Hall 10 s 8                                                              |
| 220 yards         | Dianne Burge 23 s 8                                                   | Jennifer Lamy 23 s 8                                                  | Irena Piotrowski 23 s 9                                                       |
| 440 yards         | Judith Pollock 53 s 0                                                 | Deidre Watkinson 54 s 1                                               | Una Morris 54 s 2                                                             |
| 880 yards         | Abigail Hoffman 2 min 04 s 3                                          | Judith Pollock 2 min 04 s 5                                           | Anne Smith 2 min 05 s 0                                                       |
| 80 yards haies    | Pamela Ryan 10 s 9                                                    | Carmen Smith-Brown 11 s 0                                             | Jennifer Meldrum 11 s 0                                                       |
| 4 × 110 yards     | Australie Dianne Burge Jennifer Lamy Joyce Bennett Pamela Ryan 45 s 3 | Angleterre Daphne Arden Janet Simpson Jill Hall Maureen Taylor 45 s 6 | Jamaïque Adlin Mair-Clarke Carmen Smith-Brown Una Morris Vilma Charton 45 s 6 |
| Saut en hauteur   | Michele Brown 1,73 m                                                  | Dorothy Shirley 1,70 m                                                | Robyn Woodhouse 1,70 m                                                        |
| Saut en longueur  | Mary Rand 6,36 m                                                      | Sheila Sherwood 6,30 m                                                | Violet Obiamaka Odogwu 6,15 m                                                 |
| Lancer du poids   | Valerie Young 16,50 m                                                 | Mary Peters 16,29 m                                                   | Nancy McCredie 15,34 m                                                        |
| Lancer du disque  | Valerie Young 49,79 m                                                 | Jean Roberts 49,29 m                                                  | Carol Martin 48,70 m                                                          |
| Lancer du javelot | Margaret Parker 51,39 m                                               | Anna Pazera 47,81 m                                                   | Jay Dahlgren 47,68 m                                                          |

## Tableau des médailles
| Rang | Nation            | Or | Argent | Bronze | Total |
| ---- | ----------------- | -- | ------ | ------ | ----- |
| 1    | Australie         | 11 | 8      | 2      | 21    |
| 2    | Nouvelle-Zélande  | 6  | 1      | 3      | 10    |
| 3    | Angleterre        | 5  | 7      | 6      | 18    |
| 4    | Canada            | 3  | 3      | 10     | 16    |
| 5    | Kenya             | 3  | 1      | 1      | 5     |
| 6    | Trinité-et-Tobago | 2  | 2      | 1      | 5     |
| 7    | Ghana             | 2  | 0      | 0      | 2     |
| 8    | Nigeria           | 1  | 3      | 2      | 6     |
| 9    | Pays-de-Galles    | 1  | 2      | 0      | 3     |
| 10   | Jamaïque          | 0  | 2      | 4      | 6     |
| 11   | Irlande du Nord   | 0  | 2      | 0      | 2     |
| 12   | Bermudes          | 0  | 1      | 0      | 1     |
| -    | Bahamas           | 0  | 1      | 0      | 1     |
| -    | Inde              | 0  | 1      | 0      | 1     |
| 15   | Pakistan          | 0  | 0      | 3      | 3     |
| 16   | Barbade           | 0  | 0      | 1      | 1     |
| -    | Écosse            | 0  | 0      | 1      | 1     |

## Légende
Records et Performances
- AR : Record continental (area record)
- CR : Record des championnats (championship record)
- MR : Record du meeting (meet record)
- NR : Record national (national record)
- OR : Record olympique (olympic record)
- PR : Record paralympique (paralympic record)
- PB : Record personnel (personal best)
- SB : Meilleure performance personnelle de la saison (season's best)
- WL : Meilleure performance mondiale de l'année (world leader)
- WJR : Record du monde junior (world junior record)
- WR : Record du monde (world record)

Circonstances et Conditions
- DNF : N'a pas terminé (did not finish)
- DNS : N'a pas pris le départ (did not start)
- DQ : Disqualification (disqualification)
- NM : Aucun essai valable enregistré (No Mark)
- Q : Qualifié « directement » au prochain tour (ou à la prochaine compétition), lors d'une compétition majeure, grâce au classement ou à la réalisation des minima (automatic qualifier)
- q : Qualifié au prochain tour (ou à la prochaine compétition), lors d'une compétition majeure, grâce au repêchage ou à la réalisation de l'une des meilleures performances parmi celles des « non qualifiés directement » (grâce au meilleur temps ou à la meilleure distance par exemple) (secondary qualifier)